# ハロルド・スターク
ハロルド・レインスフォード・スターク（Harold Rainsford Stark, 1880年11月12日 - 1972年8月21日）は、アメリカ海軍の軍人。第8代アメリカ海軍作戦部長(CNO)。

## 経歴
海軍兵学校に1899年入校、1903年卒業。第一次世界大戦時には、水雷艇や駆逐艦を指揮した。1939年8月に海軍作戦部長に就任。海軍作戦部長在任時に、第二次世界大戦の勃発を受け、いわゆるスタークスプランと呼ばれる海軍戦力の大拡張案を提案した。この計画により建造された艦艇が太平洋戦線で大きな役割を果たすことになった。
しかし、アメリカの第二次世界大戦参戦後、海軍の指揮権を巡って合衆国艦隊司令長官アーネスト・キング大将との間に確執を生じ、1942年3月にルーズベルト大統領の命令で作戦部長を更迭された。後任の作戦部長にはキングが任命され、キングは作戦部長と合衆国艦隊司令長官を兼任した。スタークは在欧アメリカ海軍の司令官としてヨーロッパに派遣された。1946年退役。